# Zimorodkowate
Zimorodkowate (Alcedinidae) – rodzina ptaków z rzędu kraskowych (Coraciiformes). Należy do niej ponad 110 gatunków zazwyczaj małych ptaków o dużych głowach, dużych, długich, bocznie spłaszczonych i ostrych dziobach, krótkich nogach i krótkim ogonie.

## Charakterystyka
Zimorodkowate żyją zarówno w środowiskach leśnych, jak i związanych z wodami śródlądowymi. Największym gatunkiem jest kukabura chichotliwa osiągająca 45 cm długości. Zimorodki żyjące blisko wód polują głównie na drobne ryby (rzucając się na nie nagle do wody), a te żyjące w lasach najczęściej na drobne gady. Niezależnie od rodzaju zdobyczy, zimorodki przed zjedzeniem zabijają ją, uderzając o gałąź lub kamień.
Rozprzestrzenione są na niemal całym świecie, jednak za ich ojczyznę uważa się tropiki Starego Świata i Australazji, gdzie występuje ich największa różnorodność. W Europie występuje tylko jeden gatunek – zimorodek zwyczajny (Alcedo atthis). Z sześciu zimorodkowatych występujących w obu Amerykach, cztery należą do rodzaju Chloroceryle, a dwa do rodzaju Megaceryle. Sugeruje to, że gatunki spotykane na półkuli zachodniej wywodzą się z jednego lub dwóch gatunków kolonizujących.

## Systematyka – kontrowersje
Systematyka zimorodkowatych jest przedmiotem kontrowersji. Panuje zgoda co do tego, że wszystkie rodzaje zimorodków należy zaliczyć do rzędu kraskowych (Coraciiformes), jednakże poniżej tego poziomu podział systematyczny różni się u różnych autorów. Tradycyjnie wyróżniano jedną rodzinę Alcedinidae, a w niej trzy podrodziny: Alcedininae (zimorodki), z rodzajami: Alcedo, Ceyx, Ispidina; Halcyoninae (łowce), z rodzajami Actenoides, Carydonax, Cittura, Clytoceyx, Halcyon, Lacedo, Melidora, Pelargopsis, Tanysiptera, Dacelo, Syma, Todirhamphus; Cerylinae (rybaczki), z rodzajami Megaceryle, Ceryle, Chloroceryle.
Współcześnie podrodziny te są często podnoszone do rangi rodzin, odpowiednio Alcedinidae, Halcyonidae, Cerylidae, a ich wspólne pokrewieństwo podkreśla się zaliczając je do utworzonego w rzędzie Coraciiformes podrzędu Alcedines.
Badania filogenetyczne wskazują na błędne przyporządkowanie pokrewieństwa pomiędzy różnymi gatunkami zimorodków. W pracy tej zasugerowano wyodrębnienie kilku nowych rodzajów, m.in. Todirhamphus i Ispidina.

### Podział systematyczny
Do rodziny należą następujące podrodziny:
- Alcedininae Rafinesque, 1815[a] – zimorodki
- Cerylinae Reichenbach, 1851 – rybaczki
- Halcyoninae Vigors, 1825 – łowce